# Германн Грейдарссон
Германн Грейдарссон (ісл. Hermann Hreiðarsson; нар. 11 липня 1974, Рейк'явік, Ісландія) — ісландський футболіст та тренер, захисник. Провів 15 сезонів в Англії, де зіграв загалом 315 матчів у Прем'єр-лізі Англії.
Херманн вилітав з Прем'єр-ліги п'ять разів, і цей рекорд йому належить разом з Натаном Блейком. Вилетів з усіх клубів Прем’єр-ліги, за які грав: «Крістал Пелес» (сезон 1997/98), «Вімблдон» (1999/2000), «Іпсвіч Таун» (2001/02), «Чарльтон Атлетік» (2006/07) і «Портсмут» (2009/10).

## Клубна кар'єра

### Ранні роки
1993 року розпочав виступати за місцевий клуб ІБВ, у складі якого провів п'ять сезонів. Зіграв лише три матчі з 18 у своєму першому сезоні, коли клуб посів 8 місце з 10-ти команд-учасниць, але в наступних двох сезонах зіграв усі матчі, а клуб фінішував відповідно спочатку на 8-му, а потім — 3-му місці. У своєму четвертому сезоні в команді зіграв усі матчі, за винятком одного, а ІБВ фінішував у чемпіонаті на 4-му місці. Ще до завершення свого останнього сезону у вище вказаному клубі покинув його розташування, але ІБВ став вдруге у власній історії та вперше за 18 років чемпіоном Ісландії, причому Германн зіграв значну роль на шляху до цього успіху.
У 1997 році вирушив на перегляд до новачка англійської Прем'єр-ліги «Крістал Пелес». Приєднався в англійський футбол у серпні того ж року, коли «Пелас» підписав його. Став одним із небагатьох основних гравців команди в сезоні, коли «Пелас» понизився в класі. У «Пеласі» Германн відзначався голами в матчах чемпіонату проти «Шеффілд Венсдей» і «Челсі», причому останній гол ненадовго привів «Пелас» до лідерства на Стемфорд Бридж. Він також один раз відзначився голом у Кубку Ліги, проти «Торкі Юнайтед».

### «Брентфорд»
У вересні 1998 року Германн вирішив піти в Футбольну лігу та пішов слідом за нещодавно звільненим головним тренером «Крістал Пелес» Роном Ноадесом до «Брентфорда», де Ноадес тепер став президентом та головним тренером. Приєднався до лондонського представника Третього дивізіону за рекордну на той час суму в 750 000 фунтів стерлінгів.
Відзначився 6-ма голами й допоміг «Брентфорду» виграти Третій дивізіон Футбольної ліги. У жовтні 1999 року за 2,5 мільйони фунтів стерлінгів перейшов до представника англійської Прем'єр-ліги ФК «Вімблдон», цей перехід залишався найдорожчим в історії «Брентфорда» до вересня 2014 року. Проте за підсумками того ж сезону «Вімблдон» покинув вищий дивізіон. У футболці вище вказаного клубу відзначився одним голом, у поєдинку проти «Вест Гем Юнайтед».

### «Іпсвіч Таун»
Перехід на суму 4,5 мільйона фунтів стерлінгів напередодні старту сезону 2000/01 років означав, що Грейдарссон став рекордним підписаним для новачка АПЛ «Іпсвіч Таун». Команда посіла п'яте місце в своєму першому сезоні в Прем'єр-лізі, завдяки чому отримала місце в Кубку УЄФА. Проте за підсумками наступного сезону «Іпсвіч» понизився в класі. Керівництво клубу вирішило зменшити кількість гравців, щоб заощадити скоротити витрати, але Германн відмовився від переходу в «Вест-Бромвіч Альбіон», який напередодні початку сезону 2002/03 років підвищився в класі — нібито через те, що «Вест Бром» запропонував йому значно меншу зарплату порівняно з тією, яку він отримував у «городян», а також через небажання боротися з командою за збереження місця в чемпіонаті. У футболці «Іпсвіча» відзначався голами в матчах чемпіонату проти «Манчестер Сіті» та «Вест Гем Юнайтед», а також у поєдинку кубку УЄФА проти «Гельсінгборга».

### «Чарльтон Атлетік»
У березні 2003 року перейшов з «Іпсвіча» до представника англійської Прем'єр-лізги «Чарльтон Атлетік». Підписав контракт на три з половиною роки, причому клуб заплатив за гравця 800 000 фунтів стерлінгів відразу, а також ще 100 000 фунтів стерлінгів, якщо за підсумком сезону 2003/04 років не понизяться в класі. Він зміг перейти до «Чарльтона» поза межами трансферного вікна Прем’єр-ліги, оскільки «Іпсвіч» перебував під адміністрацією, хоча й не мав права грати за клуб до завершення вище вказаного сезону.
Довів свою цінність для «Чарльтона» після того, як дебютував у програному (0:3) домашньому матчі проти «Манчестер Сіті». Пропустив лише п'ять матчів у своєму дебютному сезоні, а в наступні роки став гравцем основи.

### «Портсмут»
25 травня 2007 року скористався пунктом у своєму контракті з «Чарльтоном», який дозволяв йому піти вільним агентом, якщо клуб вилетить, і підписав 2-річну угоду з представником вищого дивізіону, «Портсмутом». 29 вересня відзначився першим голом за «Портсмут» у переможному (7:4) домашньому матчі Прем'єр-ліги проти «Редінга». Відзначився ще одним голом у наступні вихідні, у матчі проти «Фулгема». 20 квітня 2008 року отримав вилучення за фол останньої надії проти Даріуса Васселла в поєдинку проти «Манчестер Сіті» на стадіоні Сіті оф Манчестер, але сезон для ісландця закінчився успішно, оскільки після перемоги у фіналі (1:0) над «Кардіфф Сіті» на стадіоні Вемблі «Портсмут» виграв Кубок Англії.
Наступного сезону відзначився двома голами поспіль у матчах чемпіонату, проти «Ліверпуля» та «Манчестер Сіті». У грудні 2009 року відзначився першим голом у переможному матчі проти «Бернлі» (2:0). 27 березня 2010 року розірвав ахіллове сухожилля у виїзному матчі проти «Тоттенгем Готспур», через що залишився поза грою до кінця сезону. Після матчу тренер «Шпор» та колишній тренер «Портсмута» Гаррі Реднапп заявив: «Гра була зіпсована через травму Германна. Хлопці сказали, що чули, як це сталося». Через цю травму Германн не зміг зіграти у фіналі Кубку Англії 2010 року.
Після вильоту «Портсмута» з АПЛ постало питання, чи залишиться Грейдарссон у клубі. Однак, 8 жовтня він підписав новий 1-річний контракт. Більшу частину сезону 2010/11 років залишався на лаві запасних, оскільки менеджер Стів Коттерілл віддавав перевагу орендованому Карлу Дікінсону, але в завершальній частині сезону став основним гравцем, виграв конкуренцію в Дікінсона й 19 лютого 2011 року зіграв свій 500-й матч у чемпіонаті, проти «Барнслі». 8 липня підписав новий 1-річний контракт з «Портсмутом».

### «Ковентрі Сіті»
14 січня 2012 року, після тривалої травми та обмеженої кількості ігрового часу, стало відомо, що Германн підпише 6-місячний контракт з іншою командою Чемпіоншипу «Ковентрі Сіті». Отримав травму лише після двох зіграних матчів і не зміг грати до кінця сезону.
Залишив команду наприкінці сезону 2011/12 років, коли у нього завершився термін дії контракту. За збігом обставин як «Ковентрі Сіті», так і «Портсмут» вилетіли з чемпіонату за підсумками вище вказаного сезону.

### Перегляд у «Портсмуті»
4 вересня 2012 року поширилися чутки, що Германн запропонує свої послуги «Портсмуту» і гратиме там задарма. Наступного дня чутку підтвердила місцева газета The News. У своїй онлайн-статті менеджер Майкл Епплтон заявив: «Германн прийде і тренуватиметься з нами наприкінці тижня, і ми побачимо його стан з точки зору фізичної підготовки. Він сказав мені, що хоче грати задарма, але ми будемо оцінювати його. Я, звичайно, не виключаю цього. Ми побачимо, наскільки він у формі, як і з будь-яким учасником перегляду». Герман планував зіграти в майбутньому матчі Першої ліги проти «Кроулі Таун», але через його призначення на посаду головного тренера рідного клубу ІБВ так і не зіграв.

## Кар'єра в збірній
Дебютував за національну збірну Ісландії в червні 1996 року в товариському матчі проти Кіпру, вийшовши замість Александру Гегнасона. Відтоді став основним гравцем збірної, зіграв 89 матчів й капітаном команди наприкінці кар'єри.

## Кар'єра тренера
19 вересня 2012 року уклав угоду зі своїм рідним клубом ІБВ про те, щоб стати їхнім тренером на сезон 2013 року в Урвалсдейлді. Запросив до команди воротаря національної збірної Англії та колишнього гравця «Портсмута» Девіда Джеймса, з яким ІБВ підписав контракт на сезон 2013 року. Потім провів три роки у «Фількірі», очолював чоловічу команду в сезонах 2015 і 2016 років, а в сезоні 2017 року — жіночу команду. У січні 2018 року його шляхи знову перетнулися з Девідомом Джеймсом, цього разу у клубі індійської Суперліги «Керала Бластерс», де після призначення Джеймса на посаду головного тренера ісландець став його помічником у тренерському штабі.
22 жовтня 2019 року призначений помічником Сола Кемпбелла у клубі Першої ліги Англії «Саутенд Юнайтед». 30 червня 2020 року, після пониження в класі клубу, Кемпбелл і його три помічники залишили клуб за взаємною згодою сторін.

## Особисте життя
Германн має четверо дітей, зокрема двоє хлопчиків від його нинішньої нареченої Александри Фанні Йоганнсдоттір, і дві дівчини, футболістки Іда Марін і Тельма Лоа, від його попереднього шлюбу з Рагна Лоа Стефансдоттір.

## Статистика виступів

### Клубна
| Клуб               | Сезон             | Дивізіон          | Ліга  | Ліга | Кубок | Кубок | Кубок ліги | Кубок ліги | Інші  | Інші | Єврокубки | Єврокубки | Загалом | Загалом |
| Клуб               | Сезон             | Дивізіон          | Матчі | Голи | Матчі | Голи  | Матчі      | Голи       | Матчі | Голи | Матчі     | Голи      | Матчі   | Голи    |
| ------------------ | ----------------- | ----------------- | ----- | ---- | ----- | ----- | ---------- | ---------- | ----- | ---- | --------- | --------- | ------- | ------- |
| ІБВ                | 1993              | Урвалсдейлд       | 2     | 0    | 0     | 0     | —          | —          | —     | —    | —         | —         | 2       | 0       |
| ІБВ                | 1994              | Урвалсдейлд       | 18    | 2    | 3     | 1     | —          | —          | —     | —    | —         | —         | 21      | 3       |
| ІБВ                | 1995              | Урвалсдейлд       | 18    | 1    | 1     | 0     | —          | —          | —     | —    | —         | —         | 19      | 1       |
| ІБВ                | 1996              | Урвалсдейлд       | 17    | 2    | 5     | 0     | ?          | ?          | 1     | 0    | 2         | 0         | 25      | 2       |
| ІБВ                | 1997              | Урвалсдейлд       | 11    | 0    | 3     | 1     | ?          | ?          | —     | —    | 0         | 0         | 14      | 1       |
| ІБВ                | Загалом           | Загалом           | 66    | 5    | 12    | 2     | 0          | 0          | 1     | 0    | 2         | 0         | 81      | 7       |
| «Крістал Пелес»    | 1997–98           | Прем'єр-ліга      | 30    | 2    | 4     | 0     | 2          | 0          | 0     | 0    | 0         | 0         | 36      | 2       |
| «Крістал Пелес»    | 1998–99           | Перший дивізіон   | 7     | 0    | 0     | 0     | 3          | 1          | 0     | 0    | 0         | 0         | 10      | 1       |
| «Крістал Пелес»    | Загалом           | Загалом           | 37    | 2    | 4     | 0     | 5          | 1          | 0     | 0    | 0         | 0         | 46      | 3       |
| «Брентфорд»        | 1998–99           | Третій дивізіон   | 33    | 4    | 2     | 1     | 0          | 0          | 3     | 1    | 0         | 0         | 38      | 6       |
| «Брентфорд»        | 1999–2000         | Другий дивізіон   | 8     | 2    | 0     | 0     | 2          | 0          | 0     | 0    | 0         | 0         | 10      | 2       |
| «Брентфорд»        | Загалом           | Загалом           | 41    | 6    | 2     | 1     | 2          | 0          | 3     | 1    | 0         | 0         | 48      | 8       |
| «Вімблдон»         | 1999–2000         | Прем'єр-ліга      | 24    | 1    | 2     | 0     | 0          | 0          | 0     | 0    | 0         | 0         | 26      | 1       |
| «Вімблдон»         | 2000–01           | Перший дивізіон   | 1     | 0    | 0     | 0     | 0          | 0          | 0     | 0    | 0         | 0         | 1       | 0       |
| «Вімблдон»         | Загалом           | Загалом           | 25    | 1    | 2     | 0     | 0          | 0          | 0     | 0    | 0         | 0         | 27      | 1       |
| «Іпсвіч Таун»      | 2000–01           | Прем'єр-ліга      | 36    | 1    | 2     | 0     | 7          | 0          | 0     | 0    | 0         | 0         | 45      | 1       |
| «Іпсвіч Таун»      | 2001–02           | Прем'єр-ліга      | 38    | 1    | 2     | 0     | 1          | 0          | 0     | 0    | 6         | 1         | 47      | 2       |
| «Іпсвіч Таун»      | 2002–03           | Перший дивізіон   | 28    | 0    | 2     | 0     | 3          | 0          | 0     | 0    | 3         | 0         | 36      | 0       |
| «Іпсвіч Таун»      | Загалом           | Загалом           | 102   | 2    | 6     | 0     | 11         | 0          | 0     | 0    | 9         | 1         | 128     | 3       |
| «Чарльтон Атлетік» | 2003–04           | Прем'єр-ліга      | 33    | 2    | 1     | 0     | 1          | 0          | 0     | 0    | 0         | 0         | 35      | 2       |
| «Чарльтон Атлетік» | 2004–05           | Прем'єр-ліга      | 34    | 1    | 3     | 0     | 2          | 1          | 0     | 0    | 0         | 0         | 39      | 2       |
| «Чарльтон Атлетік» | 2005–06           | Прем'єр-ліга      | 34    | 0    | 5     | 0     | 3          | 0          | 0     | 0    | 0         | 0         | 42      | 0       |
| «Чарльтон Атлетік» | 2006–07           | Прем'єр-ліга      | 31    | 0    | 0     | 0     | 2          | 0          | 0     | 0    | 0         | 0         | 33      | 0       |
| «Чарльтон Атлетік» | Загалом           | Загалом           | 132   | 3    | 9     | 0     | 8          | 1          | 0     | 0    | 0         | 0         | 149     | 4       |
| «Портсмут»         | 2007–08           | Прем'єр-ліга      | 32    | 3    | 6     | 0     | 1          | 0          | 0     | 0    | 0         | 0         | 39      | 3       |
| «Портсмут»         | 2008–09           | Прем'єр-ліга      | 23    | 2    | 2     | 0     | 1          | 0          | 1     | 0    | 3         | 1         | 30      | 3       |
| «Портсмут»         | 2009–10           | Прем'єр-ліга      | 17    | 1    | 5     | 0     | 1          | 0          | 0     | 0    | 0         | 0         | 23      | 1       |
| «Портсмут»         | 2010–11           | Чемпіоншип        | 28    | 1    | 1     | 0     | 0          | 0          | 0     | 0    | 0         | 0         | 29      | 1       |
| «Портсмут»         | 2011–12           | Чемпіоншип        | 2     | 0    | 0     | 0     | 0          | 0          | 0     | 0    | 0         | 0         | 2       | 0       |
| «Портсмут»         | Загалом           | Загалом           | 102   | 7    | 14    | 0     | 3          | 0          | 1     | 0    | 3         | 1         | 122     | 8       |
| Ковентрі Сіті      | 2011–12           | Чемпіоншип        | 2     | 0    | 0     | 0     | 0          | 0          | 0     | 0    | 0         | 0         | 2       | 0       |
| ІБВ                | 2013              | Урвалсдейлд       | 4     | 0    | 0     | 0     | 0          | 0          | —     | —    | 3         | 0         | 7       | 0       |
| «Фількір»          | 2014              | Урвалсдейлд       | 0     | 0    | 0     | 0     | 0          | 0          | —     | —    | 0         | 0         | 0       | 0       |
| Усього за кар'єру  | Усього за кар'єру | Усього за кар'єру | 513   | 26   | 49    | 3     | 29         | 2          | 5     | 1    | 17        | 2         | 610     | 34      |

1. ↑  Матчі в Суперкубку Ісландії
2. ↑  Матч у Суперкубку Англії

### У збірній

#### По рокам
| Національна збірна | Рік     | Матчі | Голи |
| ------------------ | ------- | ----- | ---- |
| Ісландія           | 1996    | 3     | 0    |
| Ісландія           | 1997    | 6     | 0    |
| Ісландія           | 1998    | 8     | 0    |
| Ісландія           | 1999    | 10    | 1    |
| Ісландія           | 2000    | 7     | 0    |
| Ісландія           | 2001    | 7     | 1    |
| Ісландія           | 2002    | 5     | 0    |
| Ісландія           | 2003    | 6     | 1    |
| Ісландія           | 2004    | 8     | 0    |
| Ісландія           | 2005    | 4     | 1    |
| Ісландія           | 2006    | 6     | 1    |
| Ісландія           | 2007    | 5     | 0    |
| Ісландія           | 2008    | 7     | 0    |
| Ісландія           | 2009    | 3     | 0    |
| Ісландія           | 2010    | 1     | 0    |
| Ісландія           | 2011    | 3     | 0    |
| Загалом            | Загалом | 89    | 5    |

#### Голи за збірну
Рахунок та результат збірної Ісландії в таблиці подано на першому місці
| № | Дата            | Місце                      | Суперник          | Рахунок | Результат | Змагання                            |
| - | --------------- | -------------------------- | ----------------- | ------- | --------- | ----------------------------------- |
| 1 | 4 вересня 1999  | Лаугардалсволлур, Ісландія | Андорра           | 2–0     | 3–0       | кваліфікація чемпіонату Європи 2000 |
| 2 | 24 березня 2001 | Софія, Болгарія            | Болгарія          | 1–0     | 1–2       | кваліфікація чемпіонату світу 2002  |
| 3 | 11 червня 2003  | Каунас, Литва              | Литва             | 2–0     | 3–0       | кваліфікація чемпіонату Європи 2004 |
| 4 | 7 вересня 2005  | Софія, Болгарія            | Болгарія          | 2–0     | 3–2       | кваліфікація чемпіонату світу 2006  |
| 5 | 2 вересня 2006  | Белфаст, Північна Ірландія | Північна Ірландія | 2–0     | 3–0       | кваліфікація чемпіонату Європи 2008 |

## Досягнення
ІБВ
- Урвалсдейлд
  -  Чемпіон (1): 1997
- Суперкубок Ісландії
  -  Володар (1): 1997

«Брентфорд»
- Третій дивізіон
  -  Чемпіон (1): 1998/99

«Портсмут»
- Кубок Англії
  -  Володар (1): 2007/08[27]

Індивідуальні
- Футболіст року в Ісландії (3): 1997, 2000, 2007
- Команда року за версією ПФА (1): Третій дивізіон 1998/99[28]
- Зала Слави футбольного клубу «Іпсвіч Таун»: включений 2019 року[29]